# Nubibeln
Nubibeln, stiliserat som NuBibeln, är en svensk bibelöversättning, framtagen av Biblica (Internationella Bibelsällskapet) 2017 med syftet att vara en översättning ”på ett språk som talas av människor idag”. Huvudöversättare är Aila Annala. Nubibeln ges ut av Sjöbergs förlag.